# Parathormone
La parathormone, aussi appelée hormone parathyroïdienne (ou PTH de l'anglais Parathyroid hormone, voire PTHi pour PTH intacte) est une hormone peptidique hypercalcémiante et hypophosphatémiante sécrétée par les glandes parathyroïdes.
Son antagoniste est la calcitonine sécrétée par les cellules parafolliculaires de la thyroïde.

## Structure
La PTH est synthétisée par les cellules principales des parathyroïdes.
C'est une protéine constituée de 84 acides aminés. Elle est produite sous forme de prepro-PTH (115 acides aminés), pour donner la pro-PTH puis la PTH par clivages enzymatiques successifs de séquences d'acides aminés. Son gène est le PTH situé sur le chromosome 11 humain.
Elle est stockée sous sa forme finale dans des granules sécrétoires des cellules des glandes parathyroïdes. Un dernier clivage se fait lors de la libération dans la circulation, la PTH à proprement parler est un fragment biologiquement inactif.

## Dosages
La valeur normale pour le dosage sanguin de la parathormone sérique chez l'humain est comprise entre 11 et 54 ng/l.

## Effets
La PTH joue un rôle-clé dans la régulation du métabolisme phospho-calcique, de concert avec les 2 calcitriols : 1,25-dihydroergocalciférol et 1,25-dihydroxycholécalciférol (formes actives de la vitamine D). Elle entraîne plusieurs effets au niveau de l'os, du duodénum et du rein.
La PTH se fixe sur son récepteur PTH1R, expliquant ses différentes fonctions au niveau cellulaire.

### Au niveau du rein
- Stimulation de la transformation de la vitamine D en 1,25-dihydroxycholécalciférol ou en 1,25-dihydroergocalciférol, induisant une augmentation de l'absorption intestinale de calcium ;
- Stimulation de la réabsorption rénale de calcium : la PTH augmente l’activité du canal TRPV5 (en) (diffusion passive de calcium) et de la pompe Calcium-ATPase[6],[7]. La PTH se fixe sur un RCPG et entraîne la formation de seconds messagers activant des PKA et PKC ;
- Inhibition de la réabsorption rénale de phosphate : la PTH, en activant des PKA et PKC, facilite l’endocytose du transporteur Na/P, entraînant une diminution du nombre de transporteurs à la membrane.

Le dernier effet s'explique par le fait qu'il empêche une augmentation de la concentration de phosphate à la suite de la résorption osseuse qui retarderait la libération de calcium par l'os. Également, des concentrations trop élevées de phosphate et de calcium simultanées dans le sang peuvent provoquer la précipitation de phosphates de calcium, ces cristaux risquant de boucher les capillaires.

### Au niveau de l'os
La PTH favorise l’ostéolyse ce qui permet la libération de calcium dans le sang. Les cellules cibles de la PTH dans l’os sont les monocytes sanguins (macrophages), précurseurs des ostéoclastes : la PTH se fixe sur un récepteur membranaire des précurseurs des ostéoclastes et induit la libération de facteurs solubles, comme M-CSF (Macrophages Colonie Stimulating Factor), qui agissent sur une cellule souche pour aboutir à un pré-ostéoclaste. L’ODF (Osteoclast Differentiating Factor) permet la fusion des pré-ostéoclastes entre eux pour former un ostéoclaste. L’IL-6 intervient alors et permet la maturation de cet ostéoclaste et le rend actif.
L'activation des ostéoclastes entraîne donc une augmentation de la résorption osseuse, induisant une libération de calcium et de phosphate. Les lacunes laissées après l'action des ostéoclastes sont appelées lacunes de Howship.

### Au niveau de l'intestin
La PTH, en favorisant la transformation du calcifédiol en calcitriol au niveau du rein, augmente par l’intermédiaire du calcitriol l’absorption intestinale du calcium et du phosphate.
Au niveau de l'estomac, la PTH a un effet sur les transporteurs NaPi2b (transporteurs Sodium/Phosphate) qui se trouvent au niveau de l'intestin grêle. En effet, elle induit l'internalisation de ces derniers dans des vésicules intracellulaires qui sont destinées à être dégradées dans les lysosomes.
De ce fait la PTH réduit l'absorption de phosphate au niveau de l'intestin grêle.

## Régulation

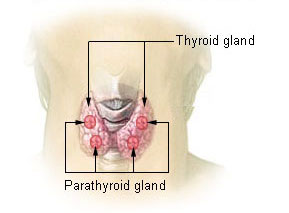
Illustration thyroide parathyroide

La concentration de PTH est régulée directement par la fraction ionisée de calcium (Ca2+) et de magnésium (Mg2+) plasmatiques. Une diminution de ces dernières entraîne une augmentation de la sécrétion de la PTH, alors qu'une augmentation induit l'effet contraire. Une chute plus rapide de la calcémie entraîne une augmentation plus marquée de la PTH, suggérant une certaine capacité d'anticipation de cette hormone.
Au niveau moléculaire, une augmentation de la fraction ionisée du calcium plasmatique se lie au récepteur sensible au calcium, qui, via des protéines G, diminue la concentration intracellulaire d'adénosine monophosphate cyclique (AMPc) et augmente celle d'inositol trisphosphate (IP3), entraînant une inhibition de l'exocytose des granules, et donc de la sécrétion de PTH. Le contraire a lieu lors d'une diminution de la fraction ionisée de calcium plasmatique.
Le 1,25-dihydroxycholécalciférol et le 1,25-dihydroergocalciférol inhibent la sécrétion de PTH par effet de feedback négatif. À l'inverse, une carence en vitamine D augmente le risque d'hyperparathyroïdie. Par ailleurs, le magnésium peut, comme le calcium, agir au niveau de ces récepteurs, mais avec un effet bien moindre, et diminue la réponse de l'organisme à la PTH. La seule répercussion dans la pratique est qu'une hypomagnésémie sévère chronique entraine paradoxalement une hypocalcémie. L'hypomagnésémie sévère chronique engendre une déplétion intracellulaire en magnésium et interfère avec la sécrétion et la réponse périphérique à la PTH.

## Mode d'action
La PTH se lie aux cellules cibles à un récepteur transmembranaire couplé à une protéine G, entraînant une augmentation de l'AMPc. Celle-ci entraîne probablement une cascade au niveau de protéines kinases, entraînant l'activation par phosphorylation de protéines nécessaires au transport du calcium et d'autres ions.

## En médecine
Un déficit en cette hormone constitue une hypoparathyroïdie. Si le taux de parathormone est normal, avec un tableau identique, on parle alors de pseudohypoparathyroïdie, par résistance à la PTH.
Un taux accru de cette hormone constitue une hyperparathyroïdie.

## Traitement de l'ostéoporose
Le teriparatide est une molécule commercialisée aux États-Unis et en Europe (sous le nom commercial « Forsteo ») dans le traitement de l'ostéoporose. C'est un polypeptide de 34 acides aminés correspondant à la séquence active de la PTH humaine.
Administrée à haute dose en continu ou produite naturellement, la PTH a une action hypercalcémiante qui entraîne une dégradation osseuse. En revanche, administrée en discontinu, à raison de 20 µg/jour en sous-cutané, elle a une action inverse paradoxale et stimule le remodelage osseux, en stimulant davantage les ostéoblastes que les ostéoclastes.
La parathormone recombinante (produite par génie génétique) a également été testée avec une certaine efficacité chez la femme ménopausée.